# Homapoderus
Homapoderus es un género de gorgojos de la familia Attelabidae. En 2003 Legalov describió el género. Esta es la lista de especies que lo componen:
- Homapoderus angustifrons (Voss, 1926)
- Homapoderus anxius (Faust, 1894)
- Homapoderus arboretum (Kolbe, 1898)
- Homapoderus ashantensis Legalov, 2007
- Homapoderus bicolor Legalov, 2007
- Homapoderus centralafricanus Legalov, 2007
- Homapoderus collarti Legalov, 2007
- Homapoderus congener (Voss, 1929)
- Homapoderus congoanus (Voss, 1937)
- Homapoderus conradti (Faust, 1898)
- Homapoderus convexus Legalov, 2007
- Homapoderus corallinus (Voss, 1926)
- Homapoderus cyaneus (Gyllenhal, 1839)
- Homapoderus deceptor (Voss, 1926)
- Homapoderus denticulatus (Voss, 1926)
- Homapoderus diffinis (Voss, 1933)
- Homapoderus distinguendulus (Voss, 1926)
- Homapoderus dualaicus (Voss, 1926)
- Homapoderus equateurensis Legalov, 2007
- Homapoderus flavobasis (Voss, 1926)
- Homapoderus flavoides Legalov, 2007
- Homapoderus foveolatoides Legalov, 2007
- Homapoderus foveolatus (Voss, 1926)
- Homapoderus fuscicornis (Fabricius, 1792)
- Homapoderus ghanensis Legalov, 2007
- Homapoderus goellneri Legalov, 2007
- Homapoderus haemopterus (Voss, 1926)
- Homapoderus hemixanthocnemis (Voss, 1926)
- Homapoderus isabellinus (Voss, 1926)
- Homapoderus ituriensis (Voss, 1944)
- Homapoderus kamerunensis Legalov, 2007
- Homapoderus lepersonneae (Voss, 1944)
- Homapoderus lubutuensis Legalov, 2007
- Homapoderus melanocnemis (Voss, 1926)
- Homapoderus mirabilis Legalov, 2007
- Homapoderus murzini Legalov, 2007
- Homapoderus neisabellinus Legalov, 2007
- Homapoderus nigritarsis (Voss, 1926)
- Homapoderus nigroscutellaris (Voss, 1926)
- Homapoderus occidentalis Legalov, 2007
- Homapoderus ochrobasis (Voss, 1926)
- Homapoderus pseudotolerans (Voss, 1926)
- Homapoderus pseudovitreus (Voss, 1926)
- Homapoderus robustidorsalis (Voss, 1926)
- Homapoderus semipallens (Faust, 1898)
- Homapoderus tamsi (Voss, 1937)
- Homapoderus tolerans (Faust, 1894)
- Homapoderus ugandensis Legalov, 2007
- Homapoderus vitreus (Faust, 1898)
- Homapoderus zairicus Legalov, 2007